# Dicranocara tatasensis
Dicranocara tatasensis là một loài bọ cánh cứng trong họ Bọ hung (Scarabaeidae).